# Weinburg
Weinburg är en ort och kommun  i Österrike. Den ligger i distriktet Sankt Pölten-Land i förbundslandet Niederösterreich, 60 kilometer väster om huvudstaden Wien.
Kommunen består av elva orter (Ortschaften) (inom parentes invånarantal 1 januari 2024):

- Dietmannsdorf (287)
- Eck (38)
- Edlitz (43)
- Engelsdorf (15)
- Grub (11)
- Klangen (70)
- Luberg (18)
- Mühlhofen (21)
- Oed (30)
- Waasen (81)
- Weinburg (785)